# Thug Motivation 104: The Legend of the Snowman
Thug Motivation 104: The Legend of the Snowman (с англ. — «Мотивация бандита-104: Легенда о снеговике») — девятый студийный альбом в музыкальной карьере американского рэпера Джизи. Премьера альбома состоялась 23 августа 2019 года фирмой звукозаписи Def Jam по исключительной лицензии YJ Music, Inc. В записи пластинки приняли участие Си Ло Грин, Мик Милл, Рик Росс, Тай Долла Сайн, Джон Леджент и многие другие.

## Предыстория
Во время гастрольного тура под названием «Cold Summer» в поддержку альбома Pressure, который был выпущен в 15 декабря 2017 года, рэпер объявил о завершении своей музыкальной карьеры после того, как выпустит свой последний студийный альбом — четвёртая и заключительная часть серии «Thug Motivation». 26 июля 2019 года «снеговик» выпустил официальный винтажный трейлер в поддержку предстоящего альбома в своём официальном профиле в Instagram, обнародовав окончательное название альбома и дату выхода. За 4 дня до выхода альбома рэпер опубликовал треклист, в который вошли 18 песен, прикрепив небольшой отрывок композиции «Look Like». Изначально у проекта было рабочее название «Trust Ya Process».

## Гости альбома
Первого гостя альбома рэпер анонсировал в эксклюзивном интервью для журнала Billboard, им оказался Си Ло Грин. Песня под названием «Already Rich» (англ. Уже богатый), припев которой исполнил экс-участник группы Goodie Mob, сам рэпер объяснил почему именно этот певец был нужен песне со словами: «Си Ло Грин — он душа, и он настоящий. Его голос — это боль. Сырой и хриплый. Он сам по себе легенда, но в то же время вы слышите боль в его голосе. Вы слышите грубость, песок. И я этого хотел, и именно поэтому мы взяли его для этой записи».
Следующий гость стал известен после того, как рэпер выпустил второй сингл за 10 дней до официальной премьеры альбома. Им оказался Meek Mill. 19 августа 2019 года артист обнародовал трек-лист, в котором были отображены остальные гости альбома. Так-же известно, что известный бизнесмен Гари Вайнерчук принял своё участие в студийной записи заглавной песни альбома.
Рэпер Snoop Dogg тоже принимал своё участие в записи альбома. Был выпущен небольшой видеоблог с совместной работой артистов на студии над песней под названием «Ownership». Данная композиция не вошла в окончательный трек-лист альбома.
Так-же известно, что артист приглашал Джейми Фокса и Лудакриса для записи совместной композиции. Была обнародована совместная фотография этих 3 музыкантов, но в финальный трек-лист песня не была включена.

## Обложка
9 августа 2019 года рэпер обнародовал официальную обложку альбома, которую сделал один из его фанатов. За основу была использована фотография, сделанная в первые годы рэпера в музыкальной индустрии. Это удивило многих людей в сети интернета. Артист впервые в своей карьере использовал фан-мейд в качестве официальной обложки к альбому.

## Синглы
В качестве промо-кампании в поддержку альбома рэпер выпустив первый сингл с альбома под названием «1 Time» (англ. 1 раз) 3 июля 2019 года. 1 августа был выпущен официальный видеоклип на YouTube. Менее, чем за один месяц видео набрало более 1 миллиона просмотров. 26 августа сингл получил платиновый сертификат от Pandora Music с отметкой 4 миллиарда прослушиваний.
Второй сингл под названием «MLK BLVD» (англ. Бульвар Мартина Лютера Кинга), при участии Meek Mill, был выпущен 13 августа того же года. Спродюсировал данную композицию легендарный битмейкер Lex Luger.
Третий сингл «4Play» (англ. Ради игры), при участии Ty Dolla Sign, рэпер выпустил за 24 часа до выхода самого альбома.

## Критика
| Оценки критиков | Оценки критиков |
| Источник        | Оценка          |
| --------------- | --------------- |
| HipHopDX        | [ 1 ]           |

Эрик Дип — редактор HipHopDx дал оценку альбому 3.5 из 5, сказав: «В целом, вы получаете немного от обоих миров: Джизи остается на своей линии, но также заставляет себя делать рэп из-за маловероятного производства». Затем Дип заключил в обзоре, сказав: «То, что осталось для фанатов — это альбом, который ясно показывает, что он уходит от своей многолетней суеты в музыке, чтобы сосредоточиться на своих многочисленных вариантов для бизнеса».

## Коммерческий успех
Спустя первую неделю альбом дебютировал на строчке № 4 в чарте Billboard 200 с отметкой более 50 000 эквивалентных единиц со всех площадок потокового аудио. Тем самым данный альбом стал в 9-й раз подряд в списке Топ-10 альбомов чарта.

## История выпусков
| Страна | Дата            | Формат               | Лейбл              |
| ------ | --------------- | -------------------- | ------------------ |
| США    | 23 августа 2019 | Цифровая дистрибуция | Def Jam Recordings |
| США    | 15 ноября 2019  | Компакт-диск         | Def Jam Recordings |

## Список композиций
| №                   | Название                                 | Автор(ы) | Продюсер                                             | Длительность |
| ------------------- | ---------------------------------------- | --- | ---------------------------------------------------- | ------------ |
| 1.                  | «The enTRAPreneur»                       | Джей Дженкинс Дарвин Куинн Ашанти Флойд Террелл Макнил | Lil' C MP808 Ashanti Floyd                           | 2:34         |
| 2.                  | «Big $hit»                               | Джей Дженкинс Дуэйн Ричардсон | D. Rich                                              | 3:14         |
| 3.                  | «Look Like»                              | Джей Дженкинс Монтей Хамфри Кори Робертсон | DJ Montay                                            | 2:50         |
| 4.                  | «Better Tell 'Em»                        | Джей Дженкинс Монтей Хамфри Кори Робертсон Деннис Мартин | DJ Montay D Lumar Big Korey                          | 2:21         |
| 5.                  | «Mr. Pyrex»                              | Джей Дженкинс Дуэйн Ричардсон | D. Rich                                              | 3:02         |
| 6.                  | «Already Rich» (при участии CeeLo Green) | Джей Дженкинс Томас Колловэй Адам Пиготт Присцилла Гамильтон Эрик Ортиз Кевин Кроув | BlaqNmilD J.U.S.T.I.C.E. League                      | 3:12         |
| 7.                  | «1 Time»                                 | Джей Дженкинс Артур Добсон Кристофер Кук Ник Ингмен | Sonaro DJ Ace                                        | 3:50         |
| 8.                  | «Oh Yea» (при участии Ball Greezy)       | Джей Дженкинс Дэниел Лебран Трейси Сэвелл Кинта Кокс | DRoc Midnight Black                                  | 3:32         |
| 9.                  | «White Keys»                             | Джей Дженкинс Бенджамин Диель Риналдо Рудольф | Ben Billions Bricklayer                              | 2:36         |
| 10.                 | «MLK BLVD» (при участии Meek Mill)       | Джей Дженкинс Лексус Льюис Роберт Уильямс | Lex Luger                                            | 3:21         |
| 11.                 | «'06» (при участии Rick Ross)            | Джей Дженкинс Дуэйн Ричардсон Уильям Робертс-второй | D. Rich                                              | 3:10         |
| 12.                 | «Don't Make Me»                          | Джей Дженкинс Бенджамин Диель Ли Мозес Эрик Ортиз Кевин Кроув | Ben Billions J.U.S.T.I.C.E. League Pelham and Junior | 3:39         |
| 13.                 | «Fake Love» (при участии Queen Naija)    | Джей Дженкинс Остин Оуэнс Джеймс Фой-третий Десмонд Питерсон Куинн Найджа Буллс Айзак Хэйс | Ayo N Keyz Benny Wond3r                              | 3:15         |
| 14.                 | «All Night» (при участии Gunna)          | Джей Дженкинс Бенджамин Диель Серджио Китченс | Ben Billions                                         | 2:53         |
| 15.                 | «4Play» (при участии Ty Dolla Sign)      | Джей Дженкинс Тайрон Гриффин-младший Мартин Маккёртис Шеффер Смит Хэрби Эйзор Маркус Купер-старший Хёрби Эйзор Рэйчел Прагер Стефен Гаррет Кори Матис Руди Сандапа Даймонд Смит Джозеф Смит Спектекьюлар Смит | Helluva Beats                                        | 3:46         |
| 16.                 | «Play It Safe» (при участии Noah Scharf) | Джей Дженкинс Гибсон Элкотт Ноа Шарф | GIB DJ                                               | 3:35         |
| 17.                 | «Don't Forget»                           | Джей Дженкинс Джеймс Фой-третий Остин Оуэнс Тобиас Брэуэр Корин Рэй Эмбер Строфер Николь Строфер | Ayo N Keyz Rascal                                    | 3:40         |
| 18.                 | «The Real MVP» (при участии John Legend) | Джей Дженкинс Чираг Одедра Брайан Ханикатт Джаред Азиза Джон Стефенс | Chigz Dark Night                                     | 4:22         |
| Общая длительность: | Общая длительность:                      | Общая длительность: | Общая длительность:                                  | 58:15        |

Примечания
- «The enTRAPreneur»: Вступительная и заключительная речь Гари Вайнерчука.
- «The Real MVP»: Фрагмент из выступления Кевина Дюранта на премии «Самый ценный игрок НБА-2014»

Использованные сэмплы
- «1 Time»: Nick Ingman — «Under Pressure»
- «Fake Love»: Faith Evans — «I Love You»
- «4Play»: Pretty Ricky — «On the Hotline»

## Видеоклипы
- 2019: «1 Time»
- 2019: «Look Like»
- 2019: «MLK BLVD»
- 2019: «Don't Make Me»
- 2019: «Play It Safe» (при участии Noah Scharf)

## Позиции в чартах
| Чарт (2019)                    | Пиковая позиция |
| ------------------------------ | --------------- |
| Канада (Canadian Albums Chart) | 85              |
| США (Billboard 200)            | 4               |